# Ángel Simón Piorno
Ángel Francisco Simón Piorno (Carbellino de Sayago, España, 3 de diciembre de 1945), es un sacerdote español. Obispo emérito de Chimbote (Perú).

## Biografía
Estudió en el Seminario Menor "San Luis y San Victoriano" de Toro donde realizó sus estudios de Latín y Humanidades y en el Seminario Conciliar "San Atilano" de Zamora donde cursó los tres años de Filosofía. Posteriormente obtuvo la Licenciatura en Filosofía por la Universidad Pontificia de Comillas y la Licenciatura en Teología por la Universidad Gregoriana de Roma. 

### Sacerdocio
Su etapa de pastoral la realizó en la parroquia de San José Obrero (Zamora), siendo ordenado sacerdote el 22 de abril de 1973. Desde entonces ha desempeñado su ministerio sacerdotal en el Vicariato Apostólico de Jaén (Perú), donde ocupó diversos cargos en la pastoral parroquial, la enseñanza y en la formación sacerdotal.

## Episcopado

### Obispo de Chachapoyas
El 18 de mayo de 1991 fue nombrado obispo de Chachapoyas, diócesis del Perú, recibiendo la ordenación episcopal el 5 de julio de ese mismo año. 

### Obispo de Cajamarca
El 1 de diciembre de 1992 fue nombrado administrador apostólico de la diócesis de Cajamarca, de la que pasó a ser su obispo diocesano el 18 de marzo de 1995. 

### Obispo de Chimbote
El 4 de febrero de 2004, fue nombrado obispo de Chimbote por el papa Juan Pablo II y, el 2 de mayo, tomó posesión de este nuevo destino.

### Renuncia
Tras presentar su renuncia al cumplir los 75 años de edad, es obispo emérito de Chimbote desde el 16 de julio de 2022.